# Draba parviflora
Draba parviflora är en korsblommig växtart som först beskrevs av Eduard August von Regel, och fick sitt nu gällande namn av Otto Eugen Schulz. Draba parviflora ingår i släktet drabor, och familjen korsblommiga växter. Inga underarter finns listade i Catalogue of Life.